# Neuer Stadtbrunnen (Heilbronn)

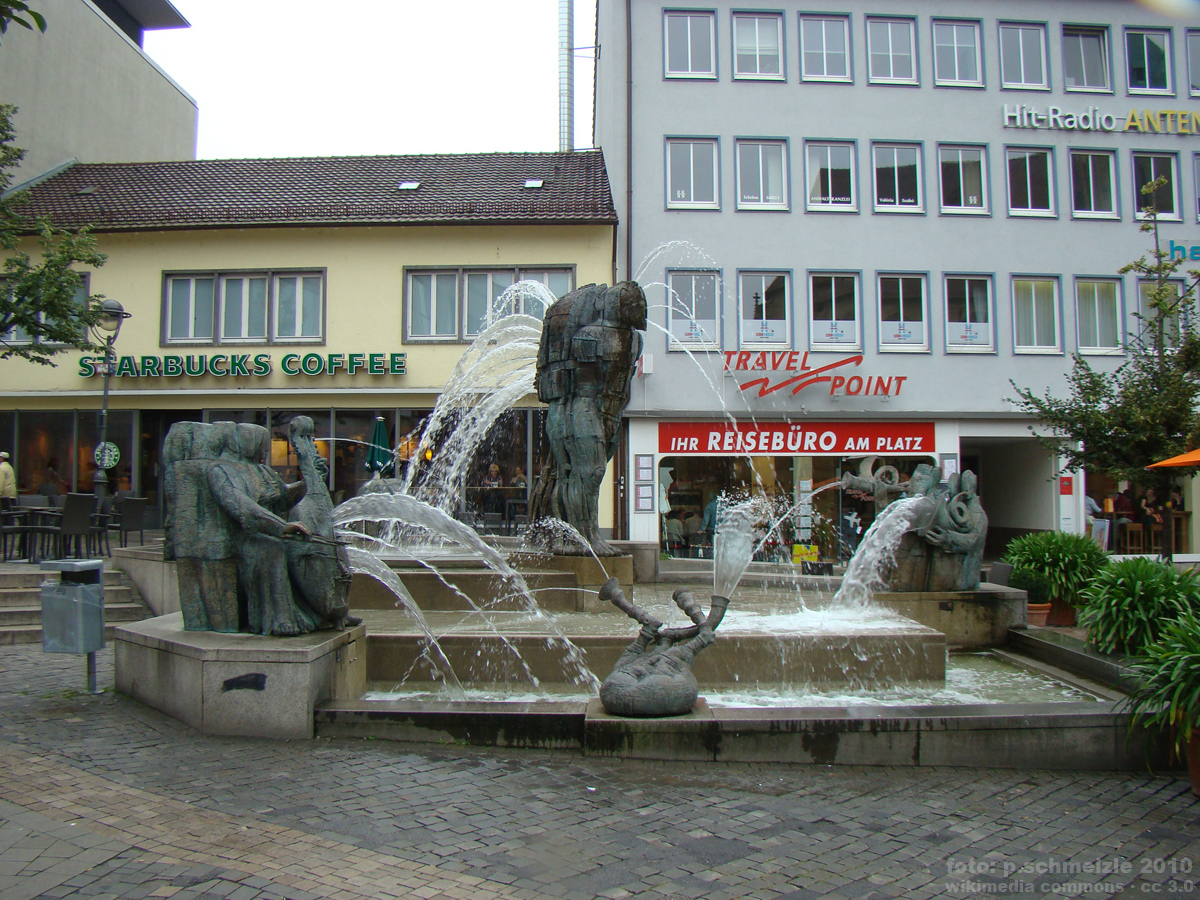
Der Neue Stadtbrunnen in Heilbronn

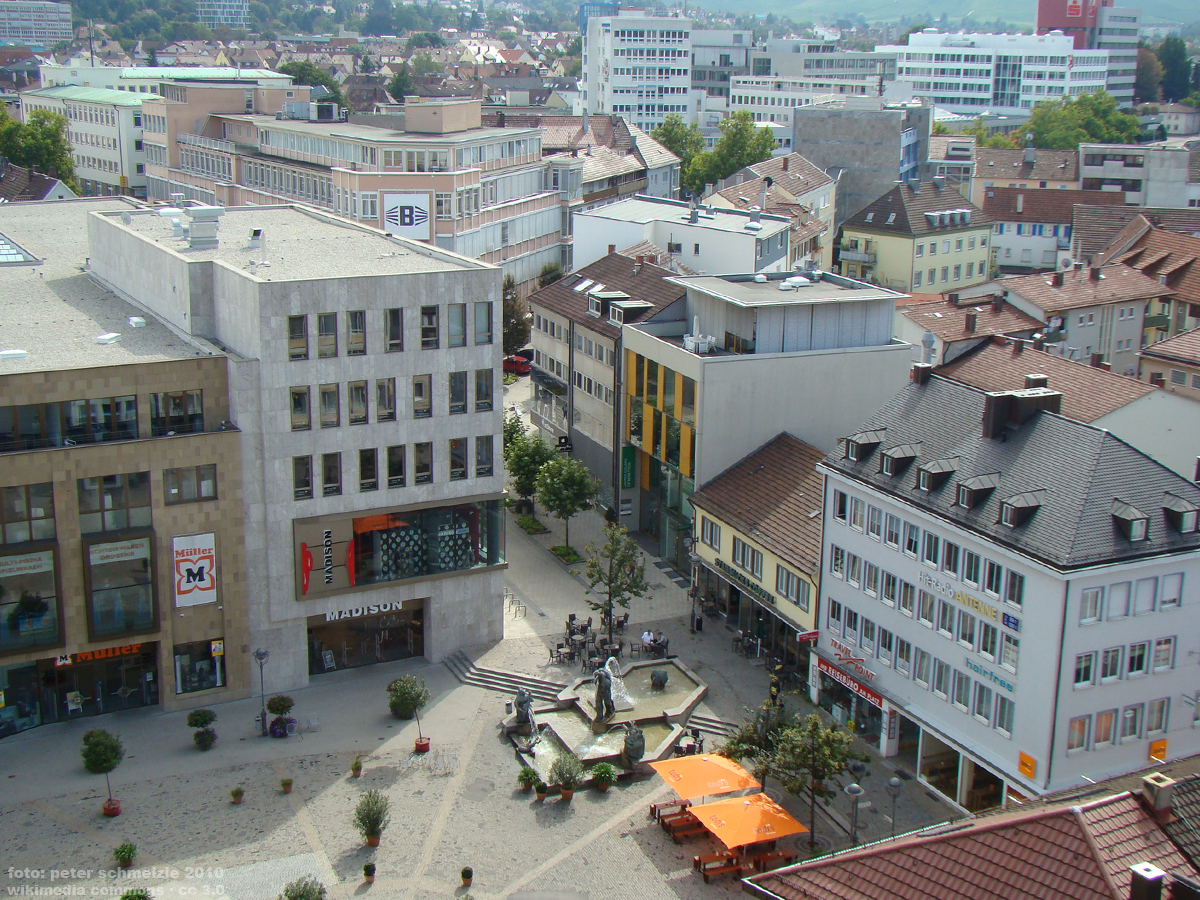
Der Kiliansplatz in Heilbronn mit dem Neuen Stadtbrunnen

Der Neue Stadtbrunnen ist ein von dem Bildhauer Eberhard Linke 1996 gestalteter Brunnen auf dem Kiliansplatz in Heilbronn im nördlichen Baden-Württemberg.
Die ersten Planungen für einen neuen Stadtbrunnen in Heilbronn gehen auf die Umgestaltung des Kiliansplatzes im Jahr 1988 zurück, als der Wunsch nach einem zeitgemäßen Pendant zum historischen Siebenröhrenbrunnen, der sich auf demselben Platz befindet, aufkam. Schließlich erhielt der Bildhauer Eberhard Linke den Auftrag zur Gestaltung eines neuen Brunnens. Der von ihm aus Bronze, Beton und Sandstein geschaffene Brunnen hat eine Grundfläche von etwa 9 × 16 Metern und zeigt verschiedene komödiantische Motive, die der italienischen Commedia dell’arte entlehnt sind: Maskenträger, Musikanten und Instrumente. Aufgrund der motivischen Thematik wird der Brunnen auch als Komödiantenbrunnen bezeichnet. Die Bronzefiguren sind bis zu 2,80 Meter hoch. Der Brunnen ist mit einem Wasserspiel versehen.